# Puchar Pokoju 2007
Puchar Pokoju 2007 – 3. edycja piłkarskiego turnieju o Puchar Pokoju, który odbył się w dniach 12-21 lipca 2007 w Korei Południowej. Zwyciężyła drużyna Olympique Lyon, zdobywając pierwszy tytuł w tym turnieju. Turniej rozegrano w dwóch grupach systemem kołowym. Zwycięzca każdej grupy przechodził do meczu finałowego. 

## Obiekty
| Seul                    | Suwon                   | Seongnam                     | Goyang                     |
| ----------------------- | ----------------------- | ---------------------------- | -------------------------- |
| Seul World Cup Stadium  | Suwon World Cup Stadium | Seongnam 2 Sports Complex    | Goyang Stadium             |
| Pojemność: 66 806       | Pojemność: 43 959       | Pojemność: 16 250            | Pojemność: 41 311          |
|                         |                         |                              |                            |
| Daegu                   | Busan                   | Ulsan                        | Gwangyang                  |
| Daegu World Cup Stadium | Pusan Asiad Stadium     | Ulsan Munsu Football Stadium | Gwangyang Football Stadium |
| Pojemność: 66 422       | Pojemność: 53 864       | Pojemność: 44 474            | Pojemność: 20 009          |
|                         |                         |                              |                            |

## Rezultaty meczów
Wszystkie mecze odbyły się w czasie lokalnym, tj. UTC+9.

### Grupa A
| Drużyna               | M | Z | R | P | Br+ | Br- | +/- | Pkt |
| --------------------- | - | - | - | - | --- | --- | --- | --- |
| Bolton Wanderers      | 3 | 2 | 1 | 0 | 5   | 2   | +3  | 7   |
| Guadalajara           | 3 | 2 | 0 | 1 | 6   | 2   | +4  | 6   |
| Seongnam Ilhwa Chunma | 3 | 0 | 2 | 1 | 1   | 2   | -1  | 2   |
| Racing de Santander   | 3 | 0 | 1 | 2 | 1   | 7   | -6  | 1   |

| 12 lipca 2007 | Seongnam Ilhwa Chunma · Nam 87' | 1:1 | Bolton Wanderers · Nolan 78' | Seul World Cup Stadium |
|               |                                 |     |                              |                        |

| 12 lipca 2007 | Guadalajara · Santana 15' · Nava 18' · Padilla 57' 68' · Morales 90' | 5:0 | Racing de Santander | Gwangyang Football Stadium |
|               |                                                                      |     |                     |                            |

| 14 lipca 2007 | Seongnam Ilhwa Chunma | 0:0 | Racing de Santander | Seongnam 2 Sports Complex |
|               |                       |     |                     |                           |

| 14 lipca 2007 | Bolton Wanderers · Harsányi 46' · Nolan 76' | 2:0 | Guadalajara | Daegu World Cup Stadium |
|               |                                             |     |             |                         |

| 17 lipca 2007 | Guadalajara · Santana 80' | 1:0 | Seongnam Ilhwa Chunma | Gwangyang Football Stadium |
|               |                           |     |                       |                            |

| 17 lipca 2007 | Racing de Santander · Colsa 26' | 1:2 | Bolton Wanderers · Anelka 58' 69' | Goyang Stadium |
|               |                                 |     |                                   |                |

### Grupa B
| Drużyna         | M | Z | R | P | Br+ | Br- | +/- | Pkt |
| --------------- | - | - | - | - | --- | --- | --- | --- |
| Olympique Lyon  | 3 | 2 | 0 | 1 | 5   | 2   | 3   | 6   |
| Reading         | 3 | 2 | 0 | 1 | 2   | 1   | 1   | 6   |
| River Plate     | 3 | 2 | 0 | 1 | 3   | 3   | 0   | 6   |
| Shimizu S-Pulse | 3 | 0 | 0 | 3 | 0   | 4   | -4  | 0   |

| 13 lipca 2007 | Shimizu S-Pulse | 0:2 | Olympique Lyon · Karim Benzema 29' · Mounier 86' | Pusan Asiad Stadium |
|               |                 |     |                                                  |                     |

| 13 lipca 2007 | Reading | 0:1 | River Plate · Abelairas 28' | Suwon World Cup Stadium |
|               |         |     |                             |                         |

| 16 lipca 2007 | River Plate · Abelairas 33' | 1:0 | Shimizu S-Pulse | Pusan Asiad Stadium |
|               |                             |     |                 |                     |

| 16 lipca 2007 | Reading · Cox 62' | 1:0 | Olympique Lyon | Seul World Cup Stadium |
|               |                   |     |                |                        |

| 19 lipca 2007 | Shimizu S-Pulse | 0:1 | Reading · Gunnarsson 69' | Goyang Stadium |
|               |                 |     |                          |                |

| 19 lipca 2007 | Olympique Lyon · Benzema 6' · Ben Arfa 24' · Källström 90+3' (kar.) | 3:1 | River Plate · Ruben 14' | Suwon World Cup Stadium |
|               |                                                                     |     |                         |                         |

## Finał
| 21 lipca 2007 | Olympique Lyon · Källström 86' | 1:0 | Bolton Wanderers | Seul World Cup Stadium |
|               |                                |     |                  |                        |

## Zwycięzca
| Zwycięzca Pucharu Pokoju 2007 |
| ----------------------------- |
| Olympique Lyon                |

## Statystyki turnieju

### Zdobywcy bramek
2 bramki
- Matías Abelairas (River Plate)
- Kevin Nolan (Bolton Wanderers)
- Nicolas Anelka (Bolton Wanderers)
- Karim Benzema (Olympique Lyonnais)
- Jesús Padilla (Guadalajara)
- Sergio Santana (Guadalajara)
- Kim Källström (Olympique Lyonnais)

1 bramka
- Marco Ruben (River Plate)
- Simon Cox (Reading)
- Anthony Mounier (Olympique Lyonnais)
- Hatem Ben Arfa (Olympique Lyonnais)
- Brynjar Gunnarsson (Reading)
- Nam Ki-il (Seongnam Ilhwa Chunma)
- Julio Nava (Guadalajara)
- Jesús Morales (Guadalajara)
- Zoltán Harsányi (Bolton Wanderers)
- Gonzalo Colsa (Racing de Santander)

### MVPturnieju
- Karim Benzema